# Mickey Mouse Works
Mickey Mouse Works (no Brasil, OK Mundongo da Disney e em Portugal, Mouse Works ou Mouseworks) é uma série de desenho animado, que foi revivido em O Point do Mickey. No Brasil, estreou em 2001 pelo Disney Channel (na TV por assinatura) e SBT (na TV aberta), onde foi exibido na emissora até 2004, nos programas Disney CRUJ, Bom Dia & Cia e Festolândia. Depois, foi exibido pela última vez no país no começo da década de 2010, pelo bloco Club Disney da Claro TV (antiga Via Embratel). Em Portugal, foi exibido na SIC no espaço Disney Kids e mais tarde no Disney Channel.

## A série
Mickey Mouse Works é uma série de segmentos de animação estrelados por personagens clássicos da Disney, como Mickey, Donald, Pateta e até o Prof. Ludovico.  Cada episódio tem meia hora de duração, e é composto de esquetes que vão de 90 segundos a 12 minutos. Na versão original, ao final de cada abertura acontecia uma situação cômica diferente, quase sempre estrelada pelo Pato Donald. 

## Recepção
O objetivo da série foi reviver o formato dos curtas clássicos da Disney, mas a ideia não foi muito bem-recebida. O resultado foi o cancelamento depois de duas temporadas, totalizando 27 episódios produzidos entre 1999 e 2000. Em 2001, com o lançamento de "House of Mouse" (no Brasil "O Point do Mickey"), os segmentos da série voltaram a ser exibidos.